# نبت (ملکه)
نبت (انگلیسی: Nebet؛ زنده و فعال در ۲۳۶۰ پیش از میلاد) یک ملکه همسر در مصر باستان بود که در دوران حکمرانی دودمان پنجم مصر زندگی می‌کرد. وی احتمالاً مادر فرعون اوناس بود هرچند این موضوع مورد تردید است.
علاوه بر اوناس، ممکن است نِبِت مادر خِنت‌کاوس، نِفِروت و نِفِرت‌کاوس نیز بوده باشد.
آرامگاه
نِبِت در یک مصطبهٔ دوتایی (آرامگاه مشترک) همراه با ملکه‌ای دیگر به نام خنوت دفن شده است. این آرامگاه در کنار هرم اوناس در سقاره قرار دارد. کاوش این مصطبه را پیتر مونرو انجام داده است.
وی با وجود آن‌که القاب یک ملکه را دارد، در آرامگاهش به‌صورت زنی بلندپایه به تصویر کشیده شده، بدون هیچ‌یک از نشانه‌های ویژهٔ مقام ملکه.
او دارایی‌ها و املاک شخصی خود را داشت که توسط زنان اداره می‌شدند.